# ウルティモ (イタリアの歌手)
ウルティモ（Ultimo, Niccolò Moriconi ニッコロ・モリコーニ 1996年1月27日-）は、イタリアのラツィオ州ローマ県ローマ生まれのアイドル、ポップシンガー、ラッパー、シンガーソングライター。「サンレモ音楽祭」の2018年の新人部門で優勝、2019年での2位入賞等で知られている。 

## 略歴
1996年1月27日、ローマのSan Basilio地区に、土木技師の父とエネルの社員であった母のもとに、3人目の息子として生まれる。8歳までサンタ・チェチーリア音楽院でピアノと作曲を学ぶ。
2010年に14歳で音楽学校に通い始め、そこで歌とピアノを学び、作曲も始める。その後、ローマの音楽スタジオMelody Studio Recordingでの制作も開始し、 2013年、ソングコンテスト第3回「Una voce per il Sud」で入賞する。
音楽のプロへの道を志し、2012年と2014年に「Amici di Maria De Filippi」や「Xファクター」に応募するも、不合格となる。
2016年5月28日、ミラノの独立系レコード会社Honiro Labelが推進するヒップホップミュージックコンペティション「One Shot Game」に参加。その際に初めてステージ名「ウルティモ」を使用し優勝し、レコード会社からプロデュースを受けることとなった。 
2017年3月10日にシングルキーでデビュー。デビュー後は、5月26日、後に親交を深めるファブリツィオ・モロのローマのパラロットマティカでのコンサートへの参加、7月8日、ローマのテスタッチョ市場でのパフォーマンス（ラッパーのShivaと共演）、9月16日、MACROで開催されたHoniro Label Partyにてパフォーマンスを行った。
10月6日、デビューアルバム『Pianeti』がリリースされ、同時に同名のシングルもリリースしiTunesチャートの2位を記録する。アルバムはプラチナ認定を受けるヒットとなった。
2018年2月、サンレモ音楽祭2018に参加、新人部門で「Il ballo delle incertezze」を歌い、ルネツィア賞を受賞した。大会開催時期にリリースされたアルバム『Peter Pan』はイタリアチャートで1位を記録し、プラチナ認定を受けた。
2019年2月、サンレモ音楽祭2019に参加、Mahmoodに次いで2位となる。イタリア人の視聴者投票率が48.8％と最も高かったものの、審査員の投票率が低かったことから優勝を逃したという世論が生まれ、移民問題も含めた議論が起きた。
2019年5月にリリースしたアルバム『Colpa Delle Favole』も前作に続き1位を獲得、IMPALAのEuropean Independent Album of the Year Award（2019）にノミネートされた。

## 作品

### アルバム
| Title              | Album details                                                       | Peak chart positions | Certifications      |
| Title              | Album details                                                       | ITA                  | Certifications      |
| ------------------ | ------------------------------------------------------------------- | -------------------- | ------------------- |
| Pianeti            | - Released: 6 October 2017 - Label: Honiro - Formats: CD, download  | 5                    | - FIMI: 2× Platinum |
| Peter Pan          | - Released: 9 February 2018 - Label: Honiro - Formats: CD, download | 1                    | - FIMI: 4× Platinum |
| Colpa delle favole | - Released: 5 April 2019 - Label: Honiro - Formats: CD, download    | 1                    | - FIMI: 3× Platinum |